# Vasilij Bubka
Vasilij Bubka (ukrainska: Василь Бубка), född den 26 november 1960 i Vorosjilovgrad, Ukrainska SSR, Sovjetunionen, är en ukrainsk tidigare friidrottare som tävlade i stavhopp för Sovjetunionen. Han är äldre bror till Sergej Bubka.
Bubka deltog vid det första inomhus-VM:et i Paris 1985 där han blev bronsmedaljör med ett hopp på 5,60. Vid EM i Stuttgart året efter blev han silvermedaljör efter brodern Sergej efter ett hopp på 5,75.
Hans sista mästerskapsstart var vid VM 1993 då han tog sig till final men slutade på en nionde plats efter att ha klarat 5,70.

## Personligt rekord
- Stavhopp - 5,86 meter